# Двигатель со встречным движением поршней

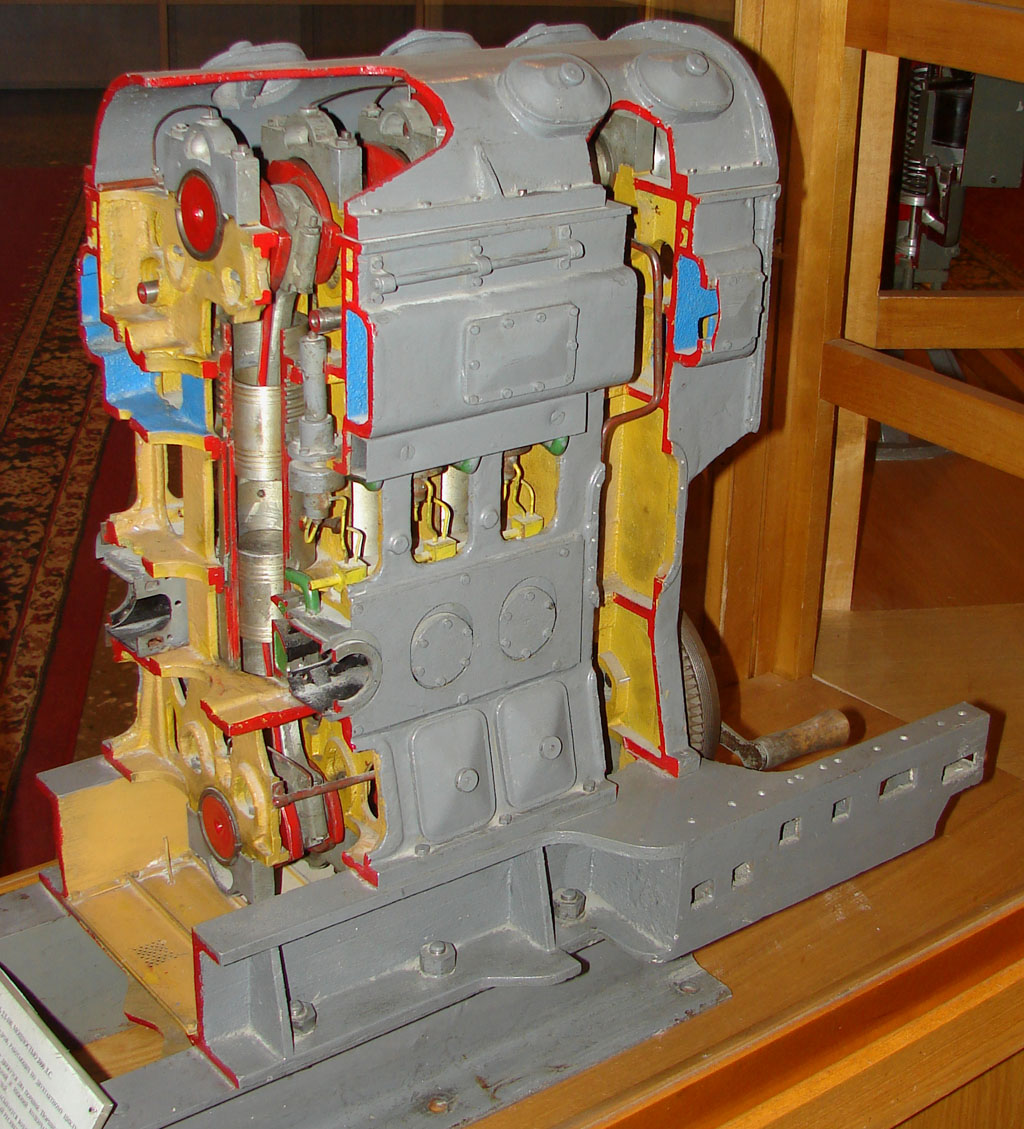
Двухтактный дизельный двигатель 2Д100 со встречным движением поршней, использовался на тепловозах ТЭ3.

Двигатель со встречным движением поршней — конфигурация двухтактного или четырёхтактного двигателя внутреннего сгорания с расположением поршней в два ряда один напротив другого в общих цилиндрах таким образом, что поршни каждого цилиндра движутся навстречу друг другу и образуют общую камеру сгорания. Коленвалы механически синхронизированы, причем выпускной вал вращается с опережением относительно впускного на 15-22°, мощность отбирается либо с одного из них, либо с обоих (например, при приводе двух гребных винтов или двух фрикционов). Компоновка автоматически обеспечивает прямоточную продувку — самую совершенную для двухтактной машины и отсутствие газового стыка.
Встречается и другое название этого типа двигателей — двигатель с противоположно-движущимися поршнями (двигатель с ПДП).
2 — пластинчато-роторный приводной нагнетатель;
3 — воздухопровод;
4 — предохранительный клапан;
5 — выпускной КШМ;
6 — впускной КШМ (запаздывает на ~20° от выпускного);
7 — цилиндр со впускными и выпускными окнами;
8 — выпуск;
9 — рубашка водяного охлаждения;
10 — свеча зажигания.
Двигатели этой схемы двухтактные с турбонаддувом или с приводной воздуходувкой (приводной центробежный нагнетатель), иногда и с двухступенчатым наддувом (как у 10Д100) - первой ступенью выступают два турбонагнетателя, а второй - приводной центробежный нагнетатель. Применяются в авиации, на танках (5ТДФ — Т-64; Т-80УД; 6ТД-2 — Т-84; Leyland L60 — Chieftain), на тепловозах (ТЭ3 — 2Д100, 2ТЭ10 — 10Д100 — самые массовые серии в СССР) и как судовые двигатели средней мощности и вспомогательные.
Первый карбюраторный четырехтактный ПДП-двигатель с одним коленвалом и штанговым приводом поршней верхнего ряда был серийно выпущен французской компанией Gobron-Brillié в 1900 году. В 1903 году автомобиль Gobron Brillié с этим двигателем впервые достиг скорости 103 мили в час (165,727 километров в час). Такая конструкция, ввиду особенностей компоновки, не позволяла построить, допустим, шестицилиндровый двигатель. Однако, именно эта конструкция была принята за основу Юнкерсом при построении двигателей ЮМО-201 (копия Gobron-Brillié) и двухтактного ЮМО-203. В последнем Юнкерс помимо поршней верхнего ряда приводил от штанги ещё дополнительные квадратные продувочные поршни в дополнительном верхнем ряду цилиндров.

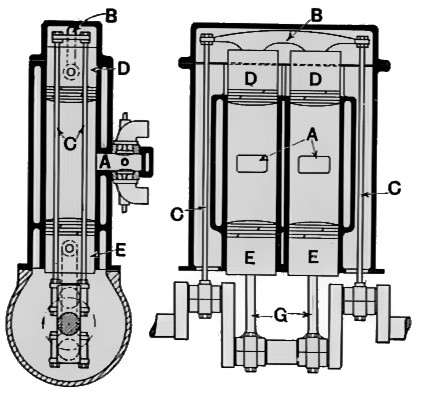
Gobron-Brillié opposed-piston engine, with overhung yoke, from 1900

Двухтактный дизель с прямоточной продувкой с противоположно-движущимися поршнями с двумя коленвалами впервые был построен на Коломенском заводе. Конструктор, главный инженер Коломенского завода Раймонд Александрович Корейво, 6 ноября 1907 года запатентовал двигатель во Франции, потом демонстрировал его на международных выставках. После этих демонстраций аналогичные двигатели начал выпускать Юнкерс и, по чертежам Юнкерса, завод Нобеля. Поданная Корейво претензия даже не рассматривалась, так как этому помешал директор-распорядитель Коломенского завода А. Мещерский, не пожелавший ссориться с влиятельными иностранцами. В Советском Союзе дизели, построенные по такой схеме, стали использовать только после знакомства с немецкими авиационными дизелями Junkers Jumo 205. Как тепловозные адаптировались дизели Fairbanks-Morse 38 8-1/8, попавшие в СССР на военных катерах, поставленных по ленд-лизу.

## Схема M4+2

Анимация рабочего цикла двигателя M4+2

Двигатели M4+2 реализованы в двигателях Beare Head, содержащих два противоположно расположенных поршня в одном цилиндре. Один из поршней движется с частотой, равной половине частоты другого поршня. Основной функцией второго поршня является замена клапанного механизма обычного четырёхтактного двигателя.